# بيل هيويت (كرة سلة)
بيل هيويت (بالإنجليزية: Bill Hewitt)‏ مواليد 8 أغسطس 1944 في كامبريدج، هو لاعب كرة سلة أمريكي معتزل. بدأ مسيرته الاحترافية في سنة 1968. تم اختياره من قبل فريق لوس أنجلوس ليكرز خلال الدرافت. يبلغ طوله 6 قدم 7 بوصة (2.0 م). اعتزل اللعب في 1974.

## المسيرة الاحترافية
لعب مع لوس أنجلوس ليكرز من سنة 1968 إلى 1970، ثم لعب مع ديترويت بيستونز في سنة 1972، ثم لعب مع بوفالو بريفز في موسم 1972–1973، ثم لعب مع شيكاغو بولز في سنة 1974.

## روابط خارجية
- بيل هيويت على موقع إن بي أي (الإنجليزية)
- بيل هيويت على موقع سبورتس رفرنس (الإنجليزية)
- بيل هيويت على موقع كلية كرة السلة في سبورتس رفرنس.كوم (الإنجليزية)
- بيل هيويت على موقع ريلجم (الإنجليزية)
- بيل هيويت على موقع بروبوليرز (الإنجليزية)